# Johann Evangelist Georg Lutz
Johann Evangelist Georg Lutz (auch Johann Georg Lutz; * 12. März 1801 in Burg bei Thannhausen; † 9. Juli 1882 in Eßlingen am Neckar) war ein deutscher römisch-katholischer Geistlicher und später Irvingianer.

## Leben
Lutz absolvierte das Dillinger Gymnasium und anschließend das dortige hochschulische Lyzeum. Am 7. Juni 1823 wurde er zum Priester geweiht. Er wurde zunächst Vikar in Grimoldsried und 1826 Pfarrvikar in Karlshuld. Dort setzte er sich erfolgreich für die Verbesserung der materiellen Verhältnisse der Moosbewohner ein und wurde dafür mit dem Goldenen Civil-Verdienst-Ehrenzeichen ausgezeichnet. Dort wandte er sich um 1828 dem Mystizismus zu. Er wurde 1830 denunziert, konnte sich aber vor dem Ordinariat des Bistums Augsburg verteidigen, sollte aber 1831 in das Erzbistum München und Freising versetzt werden.
Lutz trat 1831 aus der katholischen Kirche aus und versuchte in Karlshuld eine katholisch-apostolische Gemeinde zu gründen, die vom Ministerium allerdings nicht genehmigt wurde. Im Februar 1832 trat er daher zum evangelischen Glauben über. Er wollte anschließend als evangelischer Pfarrer in Karlshuld wirken, doch auch das evangelische Oberkonsistorium wollte Lutz nicht weiter in Karlshuld wirken lassen. Am 16. November 1832 trat er wieder in die römisch-katholische Kirche ein. Er wirkte in Unterroth als Privatgeistlicher, bevor er im September 1834 Pfarrer in Tafertshofen und 1839 in Oberroth wurde. Der Augsburger Bischof Peter von Richarz ernannte ihn 1843 zunächst zum Kämmerer des Kapitels von Oberroth, anschließend zum Dekan.
Lutz machte 1844 Bekanntschaft mit dem Anhänger der katholisch-apostolischen Bewegung William Rennie Caird (1802–1894), mit dem er später auch publizistisch tätig wurde, so veröffentlichte er 1847 mit Craid das zweibändige Werk Ueber den Rathschluß Gottes mit der Menschheit und der Erde. Im November 1854 wurden vom Bistum Augsburg erneut Untersuchungen eingeleitet, die 1859 mit seiner Exkommunizierung endeten. Ueber den Rathschluß Gottes wurde durch die römisch-katholische Glaubenskongregation 1855 auf den Index gesetzt. Er wurde anschließend gedrängt Bayern zu verlassen und ging in die Schweiz ins Exil, wobei er hauptsächlich in den irvingianischen Gemeinden in Zürich und Bern wirkte. Von dort kehrte er 1869/1870 als Missionar nach Württemberg und Bayern zurück.

## Werke (Auswahl)
- Feierstunden des Christen: geheiligt durch Betrachtungen und Gesänge über einige der wichtigsten Geschichten, Anstalten und Lehren des Christenthums, 3 Teile, Prechter, Neuburg an der Donau 1839–1840.
- Früchte des Geistes Jesu: dargestellt in Lebensgeschichten frommer Christen aus unserer Zeit, 2 Bände, Manz, Regensburg 1842.
- Worte der Wahrheit in Liebe über die Fragen unserer Zeit, Rener, Thannhausen 1849.
- Beleuchtung einiger religiöser Streitfragen: ein Wort der Beruhigung an meine Freunde und Nichtfreunde, Höchel, Ulm 1856.
- Nothwehr wider ungleiche Waffen: eine Vertheidigungsschrift gegen ein Generale des bischöflichen Ordinariats Augsburg über Gottes Werk in unserer Zeit, Müller, Ulm 1858.
- Die Bestimmung der Menschheit und der christlichen Kirche insbesondere im Lichte des Evangeliums Christi, Preys, Augsburg 1878.